# Palatinska vrata
Palatinska vrata (italijansko: Porta Palatina ali Porte Palatine; piemontsko Tor Roman-e) so mestna vrata iz rimske dobe v Torinu v Italiji. Vrata so zagotovljala dostop do mestnega obzidja mesta Julia Augusta Taurinorum (sodobni Torino) iz severne strani in istočasno pomenila Porta Principalis Dextra (desna glavna vrata) starega mestnega jedra.
Palatinska vrata predstavljajo primarne arheološke dokaze mesta iz rimskega obdobja in so med najbolje ohranjenimi rimskimi vrati na svetu iz 1. stoletja pred našim štetjem. Skupaj z ostanki antičnega gledališča, ki se nahaja nedaleč stran, so del tako imenovanega arheološkega parka, odprtega leta 2006. 

## Etimologija
Ime Porta Palatina se dobesedno nanaša na palazzo (palača), postavljeno v bližini vrat, vendar pa ni jasno, kaj palača tu je.
Najbolj zaupanja vredno teorija pravi, da bi bila bodisi nekdanja Casa del Senato (senat), srednjeveška palača, ki se nahaja v neposredni bližini Palatinskih vrat znotraj mestnega obzidja ali morda Palazzo di Città (mestna hiša) Torina tudi ne daleč od vrat.
Druga teorija namiguje na prisotnost domnevnega sosednjega amfiteatra zgrajenega v bližini današnje Borgo Dora, zgodovinske soseske nastale desno izven starega mestnega obzidja (severno od Porta Palatina). Ta možnost bi lahko hitro odpadla, saj bi jih lahko preprosto poimenovali palazzo v antiki.
Skozi stoletja so bila Palatinska vrata znana tudi pod drugimi imeni, kot so Porta Comitale (grofova vrata, in se nanaša na prebivališče grofa) , Porta Doranea ali Porta Doranica (ker so pripeljala do reke Dora) in kasneje kot Porta Palazzo (jasno sinonim Porta Palatina). 

## Značilnost
Porta Principalis Dextra so služila kot dostop do cardo maximus (glavni kardo – ulica v smeri sever-jug), ki je trenutno omejena z ulicama Via Porta Palatina in Via San Tommaso. Njegovi impresivni ostanki so trenutno vidni v središču odprtega prostora, današnjega Piazza Cesare Augusto.
Precej podobno kot antična Porta Decumana, vgrajena v srednjeveško strukturo današnje Palazzo Madama so Palatinska vrata predstavljala primer tipičnih rimskih vrat s cavaediumom (latinsko ime za osrednjo dvorano ali dvorišče v rimski hiši, od katerih je pet vrst opisal Vitruvius), ostanki ki so na sprednji strani vrat.  Postavljena na kvadratni osnovi sta dva vogalna stolpa visoka več kot trideset metrov in imata šestnajst stransko strukturo. Osrednje telo, interturrio, je dolgo približno dvajset metrov in ima dve vrsti oken, spodnja so ločna, zgornja pravokotna. Osnovni del ima štiri vstopne odprtine: srednji sta večji in višji, namenjeni vozilom, na straneh pa ožja in krajša, namenjena prehodu pešcev. Utori vzdolž notranjih sten vhodnih odprtin kažejo na prvotno prisotnost cateractae, domnevni sistem rešetkastih vrat, ki so jih upravljali iz zgornjega nadstropja. Vrata so zgrajena iz opeke (opus latericium).
Na terenu v bližini vrat je še vedno del v rimskem obdobju dodane stražarnice, na kateri je mogoče videti brazde na kamnih, ki jih je povzročil tranzit vazov.
Par bronastih kipov, ki prikazujeta cesarja Avgusta in Julija Cezarja nista originalna, ampak kopiji iz zadnje, radikalne obnovo leta 1934. Predmet razprave je menda nepravilna postavitev v notranjem območju statia in ne zunaj vrat, kjer bi lahko imela večji pomen.

## Zgodovina

### Od antike do 16. stoletja
Zgrajen v 1. stoletju v Avgustovi dobi ali dobi Flavijcev, bi lahko Porta Principalis Dextra nastala pred izgradnjo mestnega obzidja in so bila morda zgrajena na mestu prejšnjih vrat iz republikanske dobe.
Ta objekt je kot mestna vrata služil dolgo časa in se je spremenila v kastrum v 11. stoletju, čeprav je izgubil notranjo strukturo cavaediuma skozi stoletja. Leta 1404, po stoletjih vdorov in delnega razpada, so zahodni stolp obnovili, oba stolpa pa dobila zaključke z obzidjem za obrambne namene.

### 18. Stoletje do danes
Palatinska vrata naj bi podrli v začetku 18. stoletja, v skladu z urbano prenovo, ki jo je načrtoval Vittorio Amedeo II.. Vendar rušitev ni bila izvedena zahvaljujoč posredovanju arhitekta in inženirja Antonio Bertola, ki je prepričal vojvodo da se ohrani stara arhitekturna znamenitost.
Leta 2006 je mesto Torino začelo obnovo arheološkega območja, z namenom izboljšati park, da bi bila stolpa dostopna javnosti in graditi podzemno parkirišče za vozila v bližini trga Porta Palazzo.